# Verhnyeuralszki járás
A Verhnyeuralszki járás (oroszul Верхнеуральский район) Oroszország egyik járása a Cseljabinszki területen. Székhelye Verhnyeuralszk.

## Népesség
- 1989-ben 44 470 lakosa volt.
- 2002-ben 42 121 lakosa volt, melyből 31 311 orosz, 3447 baskír, 2826 kazah, 2619 tatár, 655 ukrán, 269 fehérorosz, 211 mordvin, 190 örmény stb.
- 2010-ben 36 198 lakosa volt, melyből 27 323 orosz, 2814 baskír, 2347 kazah, 2075 tatár, 401 ukrán, 172 fehérorosz, 156 mordvin, 136 örmény stb.